# Autoroute A 508
Die Autoroute A 508 war eine geplante französische Autobahn, die die Städte Le Muy und Cogolin über Sainte-Maxime miteinander verbinden sollte. Die Planungen reichten bis in die 1980er Jahre zurück, das Projekt wurde in den 1990er Jahren aufgegeben.